# Fernmeldeturm Klieversberg
Der Fernmeldeturm Klieversberg ist ein Fernmeldeturm der Deutschen Funkturm. Der 78 Meter hohe Turm wurde 1976 auf dem Klieversberg in Wolfsburg errichtet. Baulich handelt es sich um einen Typenturm.
Neben dem nichtöffentlichen Richtfunk werden von hier Rundfunk- und Fernsehprogramme für die Stadt Wolfsburg ausgestrahlt.

## Frequenzen und Programme

### Analoger Hörfunk (UKW)
| Frequenz (MHz) | Programm            | RDS PS            | RDS PI                | Regionalisierung | ERP (kW) | Antennendiagramm rund (ND)/gerichtet (D) | Polarisation horizontal (H)/vertikal (V) |
| -------------- | ------------------- | ----------------- | --------------------- | ---------------- | -------- | ---------------------------------------- | ---------------------------------------- |
| 88,2           | NDR Info            | NDR_Info          | D384                  | –                | 0,1      | D (220–180°)                             | H                                        |
| 90,4           | NDR 1 Niedersachsen | NDR_1_BS NDR1_NDS | D881 (regional), D381 | Braunschweig     | 0,1      | D (350–320°)                             | H                                        |
| 93,8           | Radio38             | Radio38_          | 178D                  | –                | 0,1      | D (330–170°)                             | H                                        |
| 95,1           | Radio 21            | RADIO_21          | D38A                  | Ost              | 0,1      | D (210–180°)                             | H                                        |

### Digitaler Hörfunk (DAB / DAB+)
Seit Oktober 2022 strahlt der NDR seine Programm digital von vom Fernmeldeturm Klieversberg aus. Das Digitalradio (DAB+) wird in vertikaler Polarisation und im Gleichwellenbetrieb mit anderen Sendern ausgestrahlt. 
| Block                    | Programme (Datendienste) | ERP (kW) | Antennen- diagramm rund (ND), gerichtet (D) | Polarisation horizontal (H)/ vertikal (V) | Gleichwellennetz (SFN) |
| ------------------------ | --- | -------- | ------------------------------------------- | ----------------------------------------- | --- |
| 6C NDR NDS BS (D__00291) | DAB+ Block des Norddeutschen Rundfunks: - NDR 1 NDS BS (Braunschweig) (104 kbps) - NDR 2 NDS (104 kbps) - NDR Kultur (104 kbps) - NDR Info NDS (104 kbps) - N-Joy (104 kbps) - NDR Blue (104 kbps) - NDR Schlager (104 kbps) - NDR Info Spezial (104 kbps) - NDR BWS (16 kbps) - ARD TPEG (16 kbps) | 0,2      |                                             | V                                         | Bad Sachsa (Ravensberg), Braunlage (Hohegeiss), Braunschweig (Drachenberg), Einbeck (Fuchshöhlenberg), Göttingen (Bovenden), Göttingen (Nikolausberg), Goslar (Sudmerberg), Hann. Münden/Tannenkamp, Holzminden-Neuhaus, Lügde-Rischenau (Köterberg), Salzgitter/Klein Flöthe, Staufenberg-Sichelnstein, Torfhaus, Uelzen, Wolfsburg-Klieversberg |

### Digitales Fernsehen (DVB-T2)
Am 8. November 2017 wurde der Regelbetrieb von DVB-T2 HD am Sender Wolfsburg-Klieversberg aufgenommen. Es werden nur die öffentlich-rechtlichen Programme verbreitet. Die DVB-T2 HD-Ausstrahlung erfolgt im HEVC-Videokodierverfahren und in Full-HD-Auflösung. Sie ist teilweise im Gleichwellenbetrieb (Single Frequency Network) mit anderen Standorten.
| Kanal | Frequenz (MHz) | Multiplex                                   | Programme im Multiplex | ERP (kW) | Antennendiagramm rund (ND)/ gerichtet (D) | Polarisation horizontal (H) / vertikal (V) | Modulationsverfahren | FEC | Guardintervall | Bitrate (MBit/s) | Gleichwellennetz (SFN)                                                                                                   |
| ----- | -------------- | ------------------------------------------- | --- | -------- | ----------------------------------------- | ------------------------------------------ | -------------------- | --- | -------------- | ---------------- | --- |
| 22    | 482            | ARD Digital                                 | - Das Erste HD - phoenix HD - arte HD - tagesschau24 HD - one HD | 25       | D                                         | V                                          | 64-QAM (16k-Modus)   | 1/2 | 19/128         | 18,2             | Wolfsburg |
| 36    | 594            | Gemischter Multiplex von ZDF und freenet TV | - ZDF HD - 3sat HD - KiKa HD - ZDFneo HD - ZDFinfo HD - freenet TV connect (HbbTV-Dienst mit mehreren Streams) | 25       | D                                         | V                                          | 64-QAM (16k-Modus)   | 3/5 | 19/128         | 22               | Wolfsburg, Braunschweig-Broitzem, Braunschweig-Innenstadt, Hannover (Telemax), Hannover-Hemmingen, Hildesheim (Sibbesse) |
| 42    | 642            | ARD regional (NDR) Niedersachsen            | - NDR Fernsehen HD (Niedersachsen) - WDR Fernsehen (Köln) HD - hr-Fernsehen HD / NDR FS HD (HH)(zeitw.) - mdr Fernsehen (Sachsen-Anhalt) HD / NDR FS HD (MV)(zeitw.) - BR Fernsehen Süd HD / NDR FS HD (SH)(zeitw.) | 25       | D                                         | V                                          | 64-QAM (16k-Modus)   | 1/2 | 19/128         | 18,2             | Wolfsburg |

### Digitales Fernsehen (DVB-T)
Die Ausstrahlung von Programmen im DVB-T-Verfahren wurde mit der Umstellung des Betriebs auf DVB-T2 HD am 8. November 2017 eingestellt.
| Kanal | Frequenz (MHz) | Multiplex                        | Programme im Multiplex                                                                                 | ERP (kW) | Antennendiagramm rund (ND)/ gerichtet (D) | Polarisation horizontal (H) / vertikal (V) | Modulationsverfahren | FEC | Guardintervall | Bitrate (MBit/s) | Gleichwellennetz (SFN) |
| ----- | -------------- | -------------------------------- | --- | -------- | ----------------------------------------- | ------------------------------------------ | -------------------- | --- | -------------- | ---------------- | ---------------------- |
| 26    | 514            | ARD regional (NDR) Niedersachsen | - NDR Fernsehen (Niedersachsen) - hr-fernsehen - MDR Fernsehen (Sachsen-Anhalt) - WDR Fernsehen (Köln) | 0,7      | D                                         | V                                          | 16-QAM               | 2/3 | 1/4            | 13,27            | Wolfsburg              |
| 38    | 610            | ZDFmobil                         | - ZDF - 3sat - KiKA (06:00–21:00) / ZDFneo (21:00–06:00) - ZDFinfo                                     | 0,5      | D                                         | V                                          | 16-QAM               | 2/3 | 1/4            | 13,27            | Wolfsburg, Bad Pyrmont |
| 50    | 706            | ARD Digital (NDR)                | - Das Erste (NDR) - arte - Phoenix - tagesschau24                                                      | 0,7      | D                                         | V                                          | 16-QAM               | 2/3 | 1/4            | 13,27            | Wolfsburg              |

### Analoges Fernsehen (PAL)
Vor der Umstellung auf DVB-T diente der Sendestandort weiterhin für analoges Fernsehen:
| Kanal | Frequenz (MHz) | Programm                              | ERP (kW) | Sendediagramm rund (ND)/ gerichtet (D) | Polarisation horizontal (H)/ vertikal (V) |
| ----- | -------------- | ------------------------------------- | -------- | -------------------------------------- | ----------------------------------------- |
| 25    | 503,25         | Das Erste (NDR)                       | 0,32     | ND                                     | V                                         |
| 38    | 607,25         | Sat.1 (Niedersachsen/Bremen)          | 0,1      | ND                                     | V                                         |
| 46    | 671,25         | RTL Television (Niedersachsen/Bremen) | 0,2      | ND                                     | V                                         |